# Pasta con le sarde

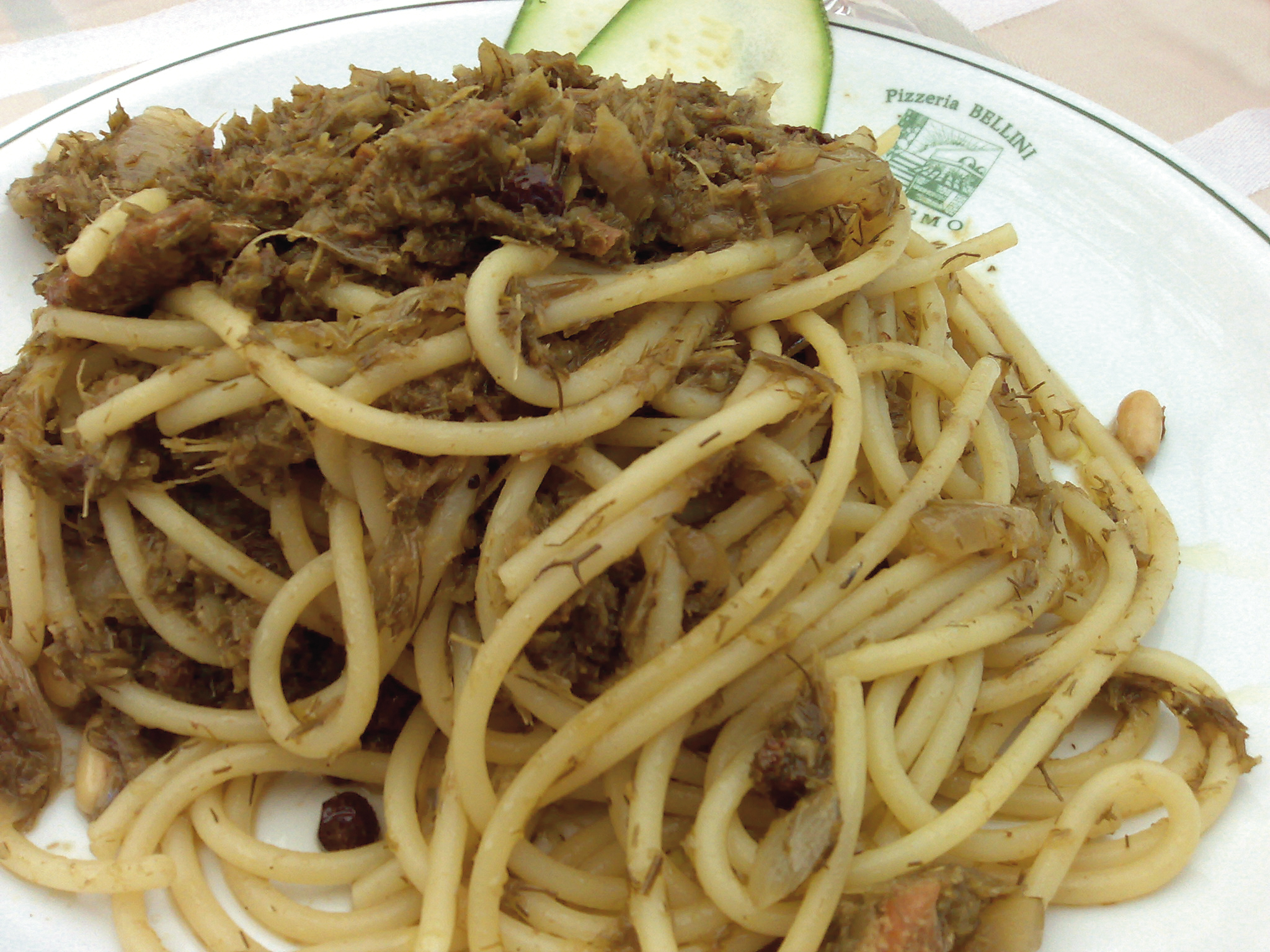

Pasta con le sarde (pasta chî sardi in het  Siciliaans) is een typisch Siciliaans gerecht dat is erkend door het (Italiaanse) ministerie van Landbouw-, Voedsel- en Bosbouwbeleid. Het is van oorsprong een seizoensgerecht dat wordt bereid van de lente tot de nazomer, wanneer de twee hoofdingrediënten (sardines en venkel) als verse producten aanwezig zijn. Er zijn veel variaties. Een van de belangrijkste is pasta met sardines alla trappitara, een recept dat angstvallig wordt bewaakt door de maritieme families van Trappeto.
Het gerecht (misschien uitgevonden door een Arabische kok) wordt nu beschouwd als de eerste mare-monti in de geschiedenis, omdat het natuurlijke producten uit de zee en de bergen combineert.
Het is een seizoensgerecht dat het best kan worden bereid van maart tot september, wanneer de verse sardines op de markt verkrijgbaar zijn en de wilde venkel van de velden kan worden geplukt. Het is ook een van de specialiteiten die tijdens de viering van Sint-Jozefdag wordt geserveerd.
Pasta con le sarde staat op de lijst van traditionele Italiaanse levensmiddelen (PAT) van het ministerie van Landbouw-, Levensmiddelen- en Bosbouwbeleid (Mipaaf) onder de Siciliaanse oorsprongsbenaming pasta che sàrdi.